# Indignation (livro)
Indignation é um romance escrito por Philip Roth, que foi publicado pela editora Houghton Mifflin em 16 de setembro de 2008. É o vigésimo-nono livro do autor.

## Enredo
Situado na América em 1951, o segundo ano desde o começo da Guerra da Coreia, Indignation é narrado por Marcus Messner, um estudante judeu de Newark, New Jersey, que descreve o seu segundo ano na Universidade Winesburg, em Ohio. Marcus se transfere para Winesburg da Universidade Robert Treat em Newark para escapar do seu pai, um açougueiro kosher, que aparentemente foi consumido pelo medo dos perigos da vida adulta, do mundo e da incerteza que espera seu filho.
Na Universidade Winesburg, Marcus fica apaixonado por uma estudante, Olivia Hutton, sobrevivente de uma tentativa de suicídio. Inexperiente em sexo, Marcus fica perplexo quando Olivia pratica sexo oral durante o seu único encontro. A mãe de Marcus se posiciona contra o seu namoro com alguém que tentou suicídio fazendo-o prometer a terminar seu relacionamento.
Marcus possui uma grande inimizade com o reitor Hawes Caudwell. Em uma reunião no escritório de Caudwell, Marcus explica que se recusa a ir até a capela da universidade, alegando ser ateu. Nesta mesma reunião, ele cita extensivamente o ensaio de Bertrand Russell "Why I Am Not a Christian". Mais tarde, o reitor considera Marcus culpado por ter contratado outro estudante para ir até à capela em seu lugar; Quando Marcus rejeita cumprir o dobro do número de serviços na capela como punição, o reitor expulsa-o. Sua saída na universidade lhe garante entrada para o Exército dos Estados Unidos para prestar serviço militar obrigatório. Marcus é enviado para lutar na Coreia, mas acaba sendo morto em combate. No início do romance, Marcus explica que ele está morto e contando sua história na vida após a morte; Mais tarde,é revelado que ele está inconsciente pelas suas feridas de combate e da morfina que lhes foi administrada.
A cidade de Winesburg é uma homenagem ao romance de Sherwood Anderson, Winesburg, Ohio.

## Filme
O produtor Scott Rudin comprou os direitos de Indignation em abril de 2008, cinco meses antes da publicação do livro. Em setembro do mesmo ano, Lauren Lipton informou pelo Portfolio.com que não era sábio que Rudin adquirisse os direitos sobre o livro "dado os recordes de Roth em Hollywood", dizendo que, "Das suas muitas tentativas, apenas algumas conseguiram chegar a namorar as grandes telas".

Uma adaptação cinematográfica, também intitulada Indignation, foi lançada em 2016, sem o envolvimento de Rudin. O longa foi dirigido e escrito por James Schamus (que fez sua estreia como diretor), e teve seu elenco composto por Logan Lerman como Marcus, Sarah Gadon como Olivia e Tracy Letts como a reitora Caudwell. O filme recebeu críticas positivas.